# Schönbrunn im Steigerwald
Schönbrunn im Steigerwald è un comune tedesco di 1 902 abitanti, situato nel land della Baviera.